# Équipe cycliste Kuwait
L'équipe cycliste Kuwait est une équipe cycliste koweïtienne, ayant le statut d'équipe continentale depuis sa création en 2021.

## Classements UCI
L'équipe participe aux épreuves des circuits continentaux et en particulier de l'UCI Asia Tour. Les tableaux ci-dessous présentent les classements de l'équipe sur les différents circuits, ainsi que son meilleur coureur au classement individuel.
UCI Asia Tour
| UCI Asia Tour | UCI Asia Tour          | UCI Asia Tour                             | UCI Asia Tour |
| Année         | Classement par équipes | Meilleur coureur au classement individuel |               |
| ------------- | ---------------------- | ----------------------------------------- | ------------- |
| 2021          | 3e                     | Abdulhadi Alajmi (181e)                   |               |
| 2022          | 15e                    | Abdulhadi Alajmi (282e)                   |               |
|               |                        |                                           |               |
| Source : UCI  |                        |                                           |               |

UCI Europe Tour
| UCI Europe Tour | UCI Europe Tour        | UCI Europe Tour                           | UCI Europe Tour |
| Année           | Classement par équipes | Meilleur coureur au classement individuel |                 |
| --------------- | ---------------------- | ----------------------------------------- | --------------- |
| 2021            | -                      | Polychrónis Tzortzákis (284e)             |                 |
| 2022            | -                      | Polychrónis Tzortzákis (478e)             |                 |
|                 |                        |                                           |                 |
| Source : UCI    |                        |                                           |                 |

L'équipe est également classée au Classement mondial UCI qui prend en compte toutes les épreuves UCI et concerne toutes les équipes UCI.
| Classement mondial | Classement mondial     | Classement mondial                        | Classement mondial |
| Année              | Classement par équipes | Meilleur coureur au classement individuel |                    |
| ------------------ | ---------------------- | ----------------------------------------- | ------------------ |
| 2021               | 91e                    | Polychrónis Tzortzákis (336e)             |                    |
| 2022               | 129e                   | Polychrónis Tzortzákis (618e)             |                    |
|                    |                        |                                           |                    |
| Source : UCI       |                        |                                           |                    |

## Kuwait Pro Cycling Team en 2022
| Cycliste                    | Date de naissance | Nationalité    | Équipe 2021              |  |
| --------------------------- | ----------------- | -------------- | ------------------------ |  |
| Abdulhadi Alajmi            | 2 mai 1995        | Koweït         | Kuwait Pro Cycling Team  |  |
| Saied Jafer Alali           | 29 octobre 1988   | Koweït         | Kuwait Pro Cycling Team  |  |
| Abdul Azim Aliyas           | 10 octobre 2002   | Malaisie       |                          |  |
| Abdulrahman Almansour       | 25 octobre 1992   | Koweït         | Kuwait Pro Cycling Team  |  |
| Salman Alsaffar             | 26 janvier 1989   | Koweït         | Kuwait Pro Cycling Team  |  |
| Mansoor Alsubaiei           | 7 mars 1997       | Koweït         | Memil Pro Cycling (2017) |  |
| Ameenur Haqeem Azrin        | 16 mai 2000       | Malaisie       |                          |  |
| Marcus Burnett              | 2 septembre 1998  | Royaume-Uni    |                          |  |
| Matthew Clements            | 15 octobre 1997   | Royaume-Uni    | Kuwait Pro Cycling Team  |  |
| James Jobber                | 9 janvier 1994    | Royaume-Uni    | Kuwait Pro Cycling Team  |  |
| Jayde Julius                | 27 août 1993      | Afrique du Sud | Kuwait Pro Cycling Team  |  |
| Charalampos Kastrantas      | 13 mars 1991      | Grèce          | Kuwait Pro Cycling Team  |  |
| Mohammad Justin Felix Nagel | 7 mars 2002       | Malaisie       |                          |  |
| Mehdi Tigrine               | 29 octobre 1986   | Belgique       | Kuwait Pro Cycling Team  |  |
| Polychronis Tzortzakis      | 3 janvier 1989    | Grèce          | Kuwait Pro Cycling Team  |  |